# Tambowka (rejon dawlekanowski)
Tambowka (ros. Тамбо́вка, baszk. Тамбовка) – wieś (ros. деревня, trb. dieriewnia) w Baszkirii w rejonie dawlekanowskim. 1 stycznia 2009 roku wieś zamieszkiwały 4 osoby, z których 50% stanowili Baszkirzy.